# Châtenois (Vosgi)
Châtenois là một xã, nằm ở tỉnh Vosges trong vùng Grand Est của Pháp. Xã này có diện tích 17,57 km2, dân số năm 1999 là 1906 người.
Dân địa phương tiếng Pháp gọi là Castiniens.

## Biến động dân số
| 1962                                         | 1968 | 1975 | 1982 | 1990 | 1999 | 2006 |
| -------------------------------------------- | ---- | ---- | ---- | ---- | ---- | ---- |
| 1014                                         | 1591 | 2110 | 2237 | 2065 | 1906 | 1792 |
| Số liệu từ năm 1962: Dân số không tính trùng |      |      |      |      |      |      |